# エゾバイ科
エゾバイ科（エゾバイか、学名：Buccinidae）は、腹足綱吸腔目に属する分類群の名称。種類が非常に多く、ツブなどの名で流通する寒流系の大型種は水産物として非常に重要である。

## 概要
全世界に分布し、少数の例外を除き海産。多くは多少なりとも縦に長い殻をもつ。食用に漁獲されるバイやツブと呼ばれる貝の多くが冷水域に棲むエゾバイ科の種で、日本海の深海に棲するエッチュウバイ（白バイ）や北方の岩礁に棲むヒメエゾボラなど、重要な水産物となっているものも多い。しかしエゾボラモドキ、ヒメエゾボラなど一部の種の唾液腺は、麻痺を起こす毒テトラミンを持つので、取り除かずに食べると食中毒である貝毒#巻貝（ツブ）中毒になる。一方、人間生活と直接のかかわりのない小型種も非常に多く、温帯から熱帯にかけては多様な種が分布している。
軟体の詳細な比較や、分子系統および分岐分類学的研究の結果、従来は別科とされてきたイトマキボラ科やヨフバイ科などはエゾバイ科に包含されるべきであるともいわれ、逆に永い間エゾバイ科に置かれてきたバイ（黒バイ）は別科バイ科として分けるのが妥当とされる(Harasewych & Kantor, 2002)。
科全体としてはもっとも多様な環境に生息するものの一つで、水平分布では寒帯から熱帯まで、垂直分布では潮間帯から深海まで生息し、干潟、転石地、岩礁地、珊瑚礁、砂底、泥底、熱水噴出孔に至るまでエゾバイ科の種が生息しない環境はほとんどない。基本的には海産であるが、汽水域に生息するものも少数ある。また東南アジアの渓流や湖沼に生息するClea属は淡水性のエゾバイ科とされているが、分類学的研究が不十分なため実際には科の所属も含め系統関係などに不明な点もあるされる。もしこれが本当にエゾバイ科なら、一つの科で深海から淡水まで適応していることになり、貝類の中でも数少ない例となる。

## 形態

### 殻
殻高は数mmの小型種から数十cmになる巨大な種まであるが、水管溝がよく発達し、殻高が殻径よりも大きい縦長型で右巻きなのが基本形である。しかしタテゴトナシボラやヒダリマキエゾボラのように例外的に左巻きの種もごく少数知られるほか、右巻きの種の変異で左巻きの個体が出現することもある。殻の模様は様々で、温帯〜熱帯に棲む種ではノシガイのように明瞭な斑紋をもつものがあり、深い海や北方に棲む種では明瞭な斑紋のないくすんだ色彩のものが多い。殻皮は薄いものから厚いものまで様々あり、殻皮が部分的に発達して長い毛状になる種もある。殻の表面は滑らかなものからワダチバイなど顕著な螺肋があるもの、トクサバイなど未発達な棘状突起があるものまでいるが、サザエ（サザエ科）やホネガイ（アッキガイ科）のような際立った棘を持つ種は知られていない。

### 体
体の斑紋は多様だが、淡色の地に褐色や黒色の不規則なまだら模様をもつものが多い。頭部には触角が一対あり、その根元の外側に眼がある。口は象の鼻やミミズのようにかなり長い口吻となるが、普段は根元の周囲から落ち込んで体内に収納されているため、外部からは通常見えない。これはカメの首が引き込まれるのとほぼ同様の仕組みで、断面を横から見ると、吻の先端から食道にかけて「Z」状に折れ曲がり、「Z」の上の「－」が吻部、残りは体腔内にある食道部である。摂食時にはこれら全体がほぼ一直線に伸び、吻は前方に長く突出することで、体の本体が入れないような隙間にある動物の死体や巣穴の中のゴカイ類などの餌を食べることができる。吻先端の内部は上下2段に分かれており、上段は食道まで続く口腔で、下段は歯舌が生成収納される歯舌嚢となっている。これらの構造には、発達した筋肉が吻内部で何本も付着しており、吻全体として自由で活発な動きができるようになっている。歯舌は尖舌型（rachiglossate）で中歯は3歯尖以上で丈夫なキチン質から成り、餌を削り取る。前述の「Z」の下の「－」の部分、すなわち食道前部の下側には唾液腺が一対埋もれている。これは通常乳白色で柔らかい組織であるため、よく見れば肉との区別は容易である。足は筋肉質でよく発達し、這い回るのに適しており、人が食用にするのは主にこの部分である。大部分の種は足の後端に殻口を塞ぐ革質の蓋をもつが、蓋の形状は属や種によって異なる特徴を示すことがある。たとえばツブと呼ばれるものでも、丸くて蓋の核が中央付近にあり、黄色味を帯たものはエゾバイ属（Buccinum）、やや赤みのある厚い葉状で、核が一端にあるものはエゾボラ属（Neptunea）などの違いがあり、蓋があれば剥き身でも判別できることが多い。また、軟体部が殻に比べて巨大化しているモスソガイのように、蓋が退化して微小になり機能を失っているものもある。

## 生態

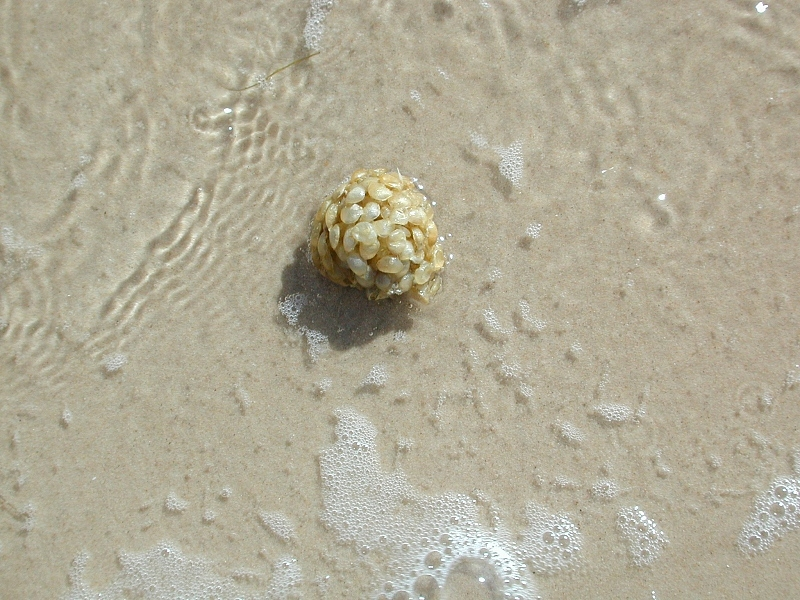
ヨーロッパエゾバイの卵嚢 （ドイツの海岸）

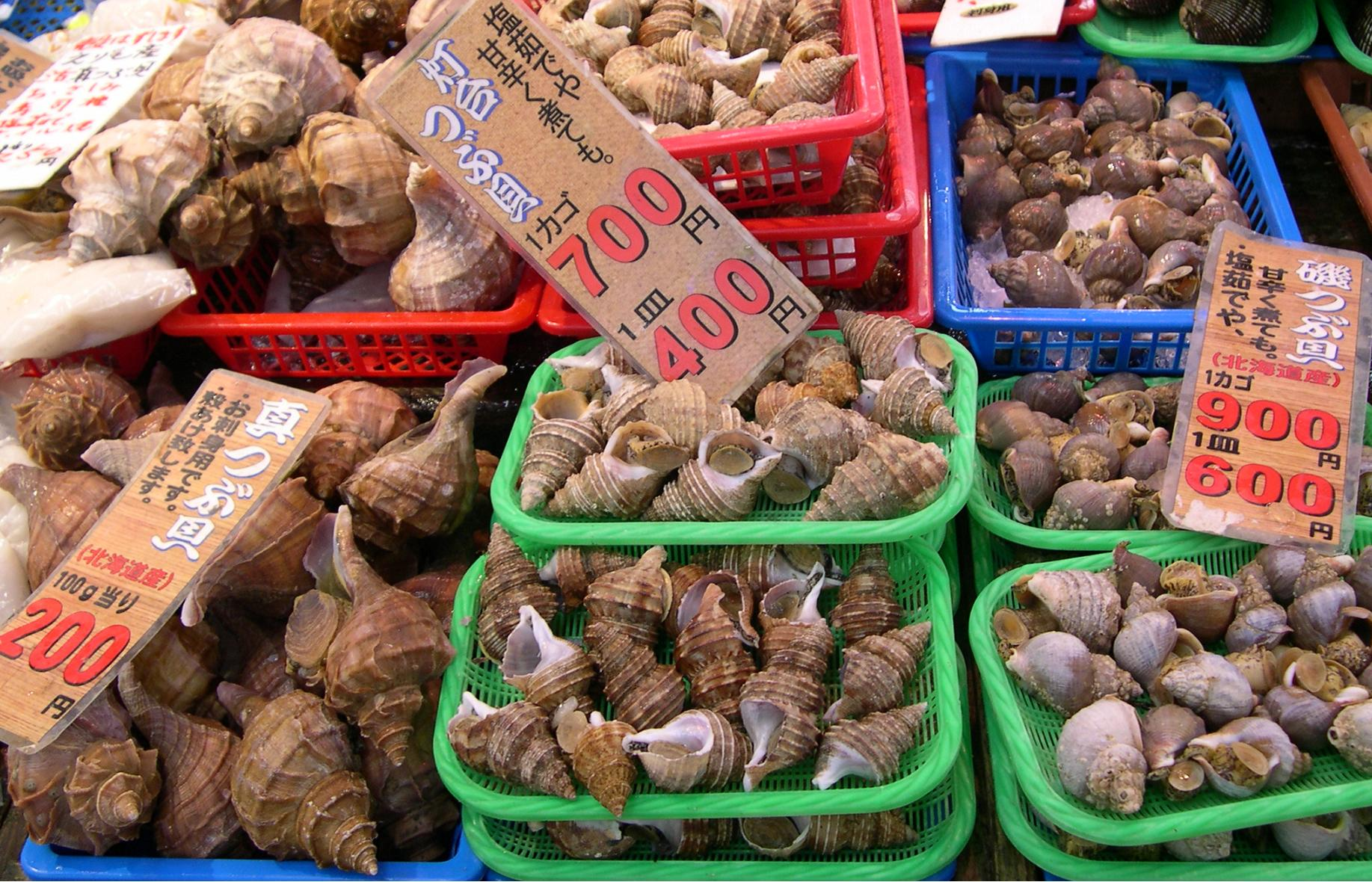
鮮魚店で販売されるエゾバイ科の貝類。左からエゾボラ、ヒモマキバイ、エゾバイ

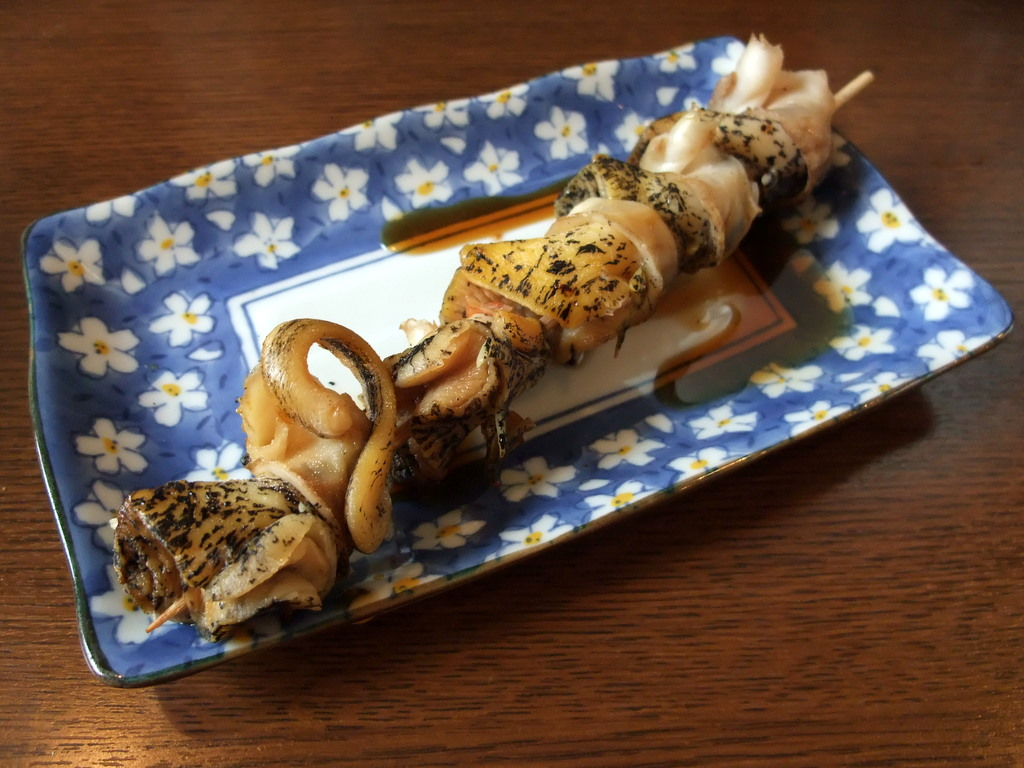
エゾバイ科の串焼き。おそらくエゾバイ属の一種 Buccinum sp.。

基本的に肉食性でゴカイやその他の動物などを襲って捕食する他、魚の死体などの死んだ動物の臭いを敏感に察知して集まり、積極的に食べる腐食性（腐肉食性）の傾向を持つのものも多い。この性質を利用して、籠に死魚を入れて海底に沈めると漁獲でき、大型の種は昔から食用とされてきた。この漁法をバイ籠漁（バイかごりょう）と呼ぶ。特に「白バイ」と呼ばれるエッチュウバイやオオエッチュウバイなどの深海性種はこの漁法で得られる。
雌雄異体で雌は交尾後に産卵すると、分泌物で卵嚢を形成し、これで卵を保護する。雌の足の裏側にはポケット状のくぼみがあり、この中に分泌物と多数の卵を流し込むと、これを鋳型にして分泌物が固まり、卵嚢になる。個々の卵は多量の卵黄を蓄えているために大きく、エゾボラ属 Neptunea など、幼貝にまで変態した状態で孵化する直達発生のものも多い。このため、狭い地域で世代を繰り返すことになり、地域集団ごとに分化がおこって分類を難しくしている。
バイ科やアッキガイ科では船底塗料として用いられた有機スズ化合物によって雌の生殖器に異常が生じ不妊化するインポセックスが起こりやすいが、エゾバイ科では必ずしもその影響は顕著ではない。

## 人との関係
大型でまとまって採れることから食用に利用される。日本では「ツブ」や「つぶ貝」など通称で流通する貝類の大部分と、「バイ」、「バイ貝」、「ばい貝」などの名で売られるものの一部もエゾバイ科の貝類で、刺身、すしネタ、おでん、串焼きなどで食べられる。
食料として見た場合、エッチュウバイガイの体内に含まれる微量の水銀に注意する必要がある。
厚生労働省は、エッチュウバイガイを妊婦が摂食量を注意すべき魚介類の一つとして挙げており、2005年11月2日の発表では、1回に食べる量を約80gとした場合、エッチュウバイガイの摂食は週に1回まで（１週間当たり80g程度）を目安としている。

## 主な属
属が非常に多いため、主なもののみ挙げる。
- Buccininae エゾバイ亜科 Rafinesque, 1815
  - Buccinum エゾバイ属 Rafinesque, 1815 - エゾバイ・エッチュウバイ・クビレバイ
  - Ancistrolepis ワダチバイ属 Dall, 1894
  - Colus ツムバイ属 Röding, 1798
  - Cominella ニュージーランドボラ属 Gray, 1857
  - Liomesus タマゴバイ属 Stimpson, 1865
  - Neptunea エゾボラ属 Röding, 1798 - エゾボラ・ヒメエゾボラ
  - Parancistrolepis キノシタバイ属 Azuma, 1965
  - Volutopsius カミオボラ属 Mörch, 1857
- Beringiinae ナガバイ亜科 Golikov & Starobogatov, 1975
  - Beringius ナガバイ属 Dall, 1887
- Busyconinae サカマキボラ亜科 Wade, 1917
  - Busycon  サカマキボラ属 Röding, 1798
- Pisaniinae ベッコウバイ亜科 Gray, 1857
  - Japeuthria ベッコウバイ属 Iredale, 1918
- Siphonaliinae ミクリガイ亜科 Finlay, 1928
  - Siphonalia ミクリガイ属 A. Adams, 1863
- incertae sedis
  - Antillophos トクサバイ属 Woodring, 1928
  - Cantharus ホラダマシ属 Röding, 1798
  - Engina ノシガイ属 Gray, 1839
  - Japelion ネジボラ属 Dall, 1916
  - Clinopegma ヤゲンバイ属 Grant & Gale, 1931
  - Nassaria アラレバイ属 Dall, 1916
  - Plicifusus シワバイ属 Dall, 1902
  - Volutharpa モスソガイ属 Fischer, 1856 - モスソガイ